# Hyostomodes frontosa
Hyostomodes frontosa är en fjärilsart som beskrevs av Edward P. Wiltshire 1986. Hyostomodes frontosa ingår i släktet Hyostomodes och familjen mätare. Inga underarter finns listade i Catalogue of Life.